# Día Mundial de la Seguridad del Paciente
El Día Mundial de la Seguridad del Paciente es una jornada que se celebra anualmente el 17 de septiembre desde 2019, fue proclamada por la Asamblea Mundial de la Salud en el mismo año.

## Proclamación
El Día Mundial de la Seguridad del Paciente fue proclamado por la Asamblea Mundial de la Salud en su 72.ª reunión el 28 de mayo de 2019. La proclamación de este día contó con el respaldo de los 194 Estados miembros de la OMS. La proclamación resalta la seguridad del paciente como una prioridad de salud global, entendiendo esta seguridad en reducir los riesgos, errores y daños que sufren los pacientes durante la prestación de atención médica.

## Celebración
La fecha del 17 de septiembre fue elegida para coincidir con el compromiso global de los Estados miembros de la OMS de priorizar la seguridad del paciente y reducir los riesgos en la atención médica. La primera celebración oficial se llevó a cabo en 2019.
El objetivo principal de esta iniciativa es promover la seguridad del paciente, reducir el daño en los entornos de atención médica y fomentar una cultura de seguridad en los sistemas de salud a nivel mundial,  observando  prácticas como la correcta administración de medicamentos, la higiene adecuada y la formación continua del personal sanitario. Busca aumentar la concienciación pública y mejorar la comprensión global sobre este tema.
Desde su inicio, se organizan diversos eventos y actividades a nivel global, regional, nacional y local, con la participación de organizaciones de salud, responsables políticos, académicos, instituciones y otros actores clave. La celebración se centra en temas como la seguridad de los medicamentos, la educación y la formación en seguridad del paciente, y la creación de sistemas de reporte y aprendizaje.

## Temas
- 2019: Seguridad de los pacientes: una prioridad sanitaria mundial[4]
- 2020: Seguridad de las y los trabajadores de la salud: una prioridad para la seguridad del paciente[5]
- 2021: Cuidados seguros para la madre y el recién nacido[6]
- 2022: Medicación sin daño[7]
- 2023: ¡Demos voz a los pacientes![8]
- 2024: Mejorar el diagnóstico para la seguridad del paciente[9]